# Nizar Madani

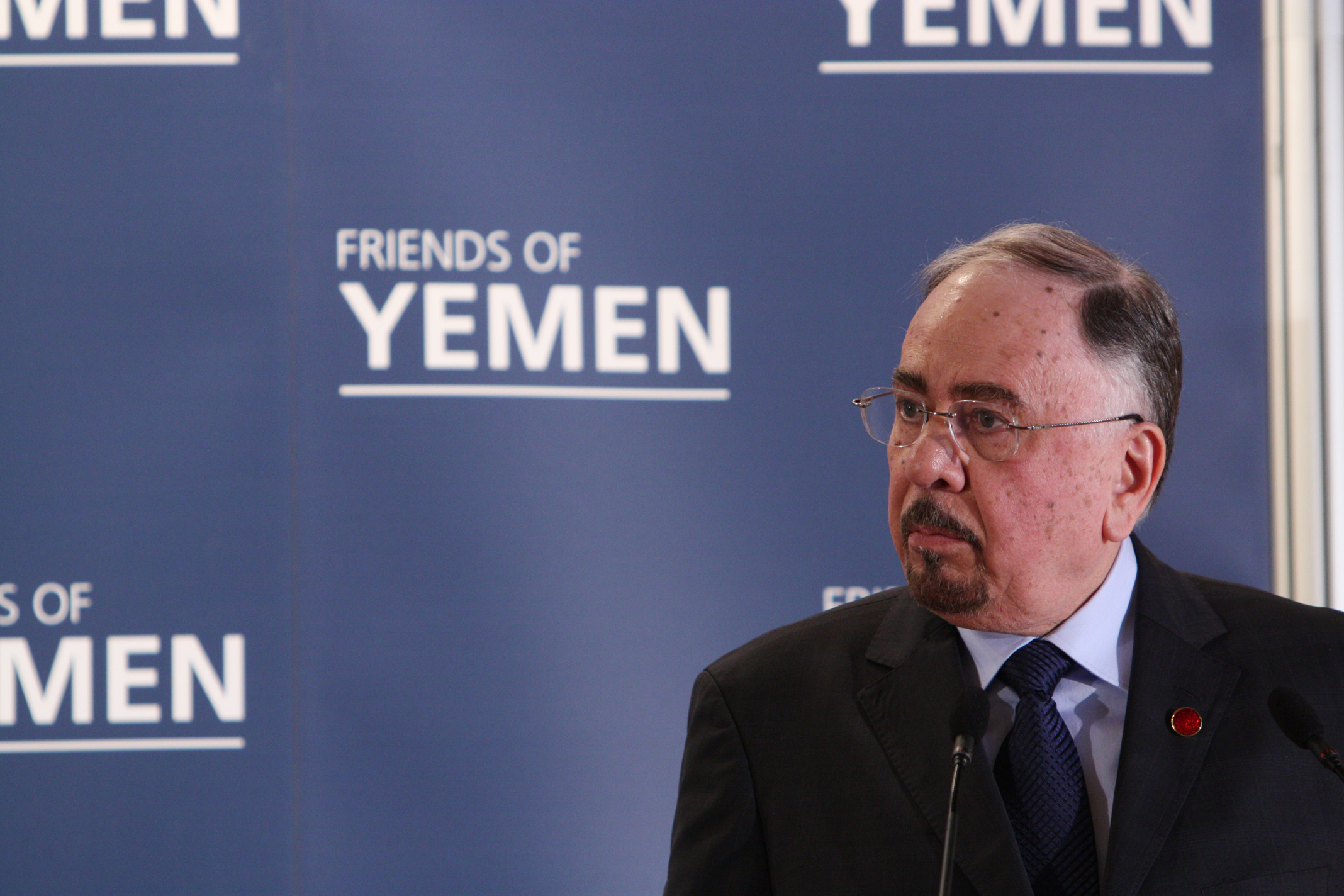
Nizar Madani

Nizar bin Obaid Madani (arabisch نزار بن عبيد مدني), (* 1941) ist ein saudi-arabischer Politiker und ehemaliger stellvertretender Außenminister von Saudi-Arabien.

## Leben
Madani wurde 1941 in Saudi-Arabien geboren. Nach seiner Schulzeit studierte er Wirtschaftswissenschaften und Politikwissenschaften an der Universität Kairo. 1964 beendete Madani sein Studium in Ägypten. Danach studierte Madani bis 1971 ein Masterprogramm an der American University in Washington, D.C. Dort schrieb er 1977 seinen Ph.D. über "Die islamischen Inhalte der Außenpolitik Saudi-Arabiens: König Faisals Aufruf zur islamischen Solidarität, 1965-1975".
1965 wurde Madani als Attaché am Außenministerium von Saudi-Arabien eingestellt und war an der saudi-arabischen Botschaft in Washington tätig. In seiner Arbeit vertrat er Saudi-Arabien unter anderem in den folgenden Jahren auf internationalen Konferenzen der Vereinten Nationen und der Arabischen Liga. Er wurde 1993 und 1997 zum Mitglied des Schura-Rats ernannt.
Von 1997 bis 2005 war Madani stellvertretender Außenminister von Saudi-Arabien.